# Susan Pevensie
Susan Pevensie, nota anche come Susan la Dolce e Susan del Corno quando è regina di Narnia, è un personaggio immaginario delle Cronache di Narnia, serie di romanzi fantasy per ragazzi scritta da C. S. Lewis. Susan è la seconda dei quattro fratelli Pevensie: ha un anno in meno di Peter, due più di Edmund e quattro più di Lucy. Appare ne Il leone, la strega e l'armadio e Il principe Caspian come personaggio principale, da adulta ne Il cavallo e il ragazzo. È menzionata ne Il viaggio del veliero e ne L'ultima battaglia. È altresì l'unica dei quattro fratelli che alla fine della saga sopravvive all'incidente ferroviario che uccide i suoi fratelli.
Nella trasportazione cinematografica, Susan è interpretata dall'attrice britannica Anna Popplewell, e da Sophie Winkleman alla fine del primo film, quando appare per pochi minuti da adulta.
Susan è la più calma e risoluta dei fratelli Pevensie, nonché la ragazza maggiore della famiglia, che si comporta un po' da madre per Lucy ed Edmund. Agisce sempre dopo aver riflettuto razionalmente sul da farsi, senza farsi prendere da troppe indecisioni e ripensamenti. Combatte al fianco dei fratelli durante le guerre a Narnia con un arco, che non sbaglia mai mira se lei ci crede veramente ed ha fiducia in se stessa. Possiede anche un Corno magico, che se suonato nei momenti del bisogno, le fa ottenere dei rinforzi armati.

## Nei libri
Susan nasce nel 1928, ha quindi dodici anni all'inizio de Il leone, la strega e l'armadio, diventa adulta negli anni trascorsi a Narnia, ma quando fa ritorno nel nostro mondo, visto che qui il tempo trascorre diversamente, torna ad essere una ragazzina. In L'ultima battaglia ha 21 anni.

### Il leone, la strega e l'armadio
Ne Il leone, la strega e l'armadio, Susan Pevensie viene descritta come una ragazza dai capelli neri e dolci occhi marroni, meno autorevole del fratello maggiore Peter e un po' timorosa, ma più saggia e matura. È particolarmente apprensiva verso la sorella minore Lucy, tendendo invece a confliggere con i fratelli maschi.
All'inizio restia al credere all'esistenza di un mondo magico, ma quando, insieme ai suoi fratelli è costretta a nascondersi nell'armadio guardaroba del signor Kirkle, e finisce a Narnia, deve ricredersi e chiede scusa a Lucy.
Esplora Narnia con i tre fratelli, riceve da Babbo Natale un prezioso corno magico e un arco con faretra e frecce. Assisterà al sacrificio di Aslan alla Tavola di Pietra e alla sua risurrezione. Insieme ai fratelli, combatterà nella grande battaglia per la liberazione di Narnia dal dominio di Jadis, e grazie alle sue frecce e al suo corno svolgerà un ruolo fondamentale nella vittoria dei bambini e di Aslan.
Verrà incoronata in nome dello Splendente Sole del Sud e prenderà l'appellativo La Dolce una volta nominata Regina di Narnia.

### Il cavallo e il ragazzo
In Il cavallo e il ragazzo Susan ha un ruolo minore. Viene descritta come una donna gentile con i capelli neri, lunghi fino ai piedi. Shasta trova che sia la donna più bella che abbia mai visto. Alla regina Susan viene chiesto di sposare il principe di Calormen, Rabadash. Il rifiuto di lei e la sua successiva fuga da Calormen conduce il principe a chiedere l'approvazione segreta di suo padre, Tisroc, per il suo piano di attaccare Archenland, come mezzo per catturare Susan, e nella speranza di conquistare Narnia in una data successiva.

### Il principe Caspian
Il corno magico di Susan svolge un ruolo importante nelle avventure del Principe Caspian. Il corno è un'antica reliquia donata al principe Caspian dal suo precettore, il mezzo nano dr. Cornelius. Quando la vita del principe è minacciata dal re Miraz, soffia nel corno e i Pevensie vengono magicamente trasferiti a Narnia da una stazione ferroviaria in Inghilterra. Usando l'arco e le frecce recuperati dalla rovina di Cair Paravel, Susan dimostra la propria abilità al tiro con l'arco, sconfiggendo il nano Briscola in una competizione amichevole.
Lei denuncia la convinzione di Lucy della presenza di Aslan anche se ammette poi di aver saputo in fondo che era vero. Aslan dice a Susan che ha "ascoltato le paure", ma il suo respiro ristabilisce presto la sua fede e lei si immerge nelle loro avventure più profondamente che nel primo libro. Accompagna poi Lucy da Aslan che ravviva gli spiriti della foresta e il fiume di Narnia. Con la conclusione del Principe Caspian, Aslan dice che lei e Peter non potranno più entrare a Narnia, perché lì hanno già imparato abbastanza.
Nell'adattamento cinematografico del 2008, Susan è uno dei personaggi principali. Di fronte alla stazione ferroviaria dello Strand, a Londra, prima che i bambini vengano trasportati a Narnia per magia, Susan incontra un ragazzo che la riconosce e cerca di chiacchierare. Lui le chiede perché si siede spesso sola. Lei risponde che le piace stare da sola e dà il falso nome di "Phyllis" quando il ragazzo glielo chiede. Ancora in questo film, quando sono a Narnia e incontrano il principe, si vede che c'è un'evidente attrazione tra lei e il principe e, quindi, ne deriva un corteggiamento reciproco durante tutto il film, che termina con Susan che deve lasciare Caspian e Narnia per tornare sulla Terra, ma non prima di avergli dato un bacio e un abbraccio.

### Il viaggio del veliero
In Il viaggio del veliero Susan accompagna i suoi genitori in un viaggio in America, Peter è istruito dal professor Digory Kirke, mentre Edmund e Lucy dovranno stare con i parenti, gli Scrubbs. Susan è considerata "la graziosa della famiglia", e ciò rende insicura Lucy. Lucy è fortemente tentata di recitare un incantesimo che lei trova nel libro di magia Coriakin, per farla diventare talmente bella da attirare l'invidia di sua sorella.
Nell'adattamento cinematografico del 2010 Susan è vista brevemente in alcune scene. La si vede la prima volta all'inizio del film, quando scrive una lettera a Edmund e Lucy. Più avanti nel film la si vede come riflesso di Lucy nel libro magico di Coriakin e ruba la pagina che contiene l'incantesimo di bellezza e una notte recita l'incantesimo. Guardando lo specchio a figura intera della cabina, si vede adulta e bella, e diventa a tutti gli effetti Susan, spinge lo specchio e dietro vede un prato dove viene annunciata e acclamata, per poi essere raggiunta dai suoi fratelli Peter ed Edmund, ma entrambi la chiamano Susan. Quando lei cerca di ricordare loro di Narnia, al suo orrore crescente nessuno di loro sembra sapere di che cosa sta parlando e non sanno nemmeno niente di una sorella minore di nome Lucy. Lucy poi si sveglia di nuovo nella cabina della nave e si trova di fronte Aslan che la rimprovera su quello che ha fatto.

### L'ultima battaglia
In L'ultima battaglia Susan brilla per la sua assenza. Peter dice che lei "non è più un'amica di Narnia" e viene riferito che "A lei interessano solo vestiti, creme, rossetti e gran feste. Ha lo sguardo candido e imbambolato di una bambina troppo cresciuta". Allo stesso modo, Eustace Scrubb la cita dicendo: "Che ricordi meravigliosi hai! Pensi ancora a tutti quei divertenti giochi che eravamo soliti fare quando eravamo bambini" e Polly Plummer aggiunge: "Ha sprecato tutto il periodo scolastico desiderando di avere l'età che ha ora, e perderà tutto il resto della sua vita cercando di rimanere in quell'età. La sua idea è di correre al momento più sciocco della propria vita il più velocemente possibile e poi fermarsi lì finché può." Susan non riesce quindi ad andare a Narnia con gli altri, alla fine della serie. È comunque un epilogo rimasto ambiguo, anche se l'assenza di Susan non è permanente, perché Lewis ha dichiarato che:
"I libri non ci dicono cosa è successo a Susan. Lei è rimasta viva in questo mondo, alla fine, essendosi ormai trasformata in una piuttosto sciocca, presuntuosa giovane donna. Ma c'è un sacco di tempo per lei per ricucire a essere riammessa e forse lei sarà arrivata al paese di Aslan alla fine... a modo suo". 
C. S. Lewis ha ulteriormente spiegato, sul destino di Susan, dopo che Pauline Bannister gli scrisse infastidita riguardo al fatto che Susan non potesse andare nella vera Narnia con i suoi fratelli, che:
" Non potrei scrivere quella storia da solo. Non perché io non abbia alcuna speranza che Susan arrivi mai nel paese di Aslan; ma perché ho la sensazione che la storia del suo viaggio sarebbe più lunga e più simile a un romanzo adulto di quanto volessi scrivere. Ma potrei sbagliarmi. Perché non provarlo tu stessa? " 
Nel suo Compendio di Narnia, Paul F. Ford scrive, alla fine della voce di Susan Pevensie, che "Susan è uno dei più importanti racconti incompiuti delle Cronache di Narnia", ma aggiunge nella prima nota della pagina che:
"Questo non significa, come alcuni critici hanno sostenuto, che si è persa per sempre... È un errore pensare che Susan sia stata uccisa in un incidente ferroviario alla fine de L'ultima battaglia. È da presumere, invece, che come una donna di 21 anni che ha appena perso tutta la sua famiglia in un incidente terribile, avrà molto da lavorare nel processo che potrebbe cambiarla per diventare realmente la persona gentile che lei ha il potenziale per essere".

## Nei film
Nelle tre trasposizioni cinematografiche dei libri delle Cronache di Narnia in cui lei appare (Le cronache di Narnia - Il leone, la strega e l'armadio, Le cronache di Narnia - Il principe Caspian e Le cronache di Narnia - Il viaggio del veliero), Susan è interpretata dall'attrice Anna Popplewell (e da Sophie Winkleman nel finale de Le cronache di Narnia - Il leone, la strega e l'armadio, quando appare brevemente da adulta).
Rispetto alla controparte letteraria, Susan nei film ha qualche anno in più. In Le cronache di Narnia - Il principe Caspian ha un flirt con il principe Caspian, che culmina in un tenero bacio alla fine, ma la relazione si interrompe allorché la ragazza deve fare ritorno nel suo mondo. Ella rispetto al libro appare molto di più nei combattimenti dei film, giocando un ruolo decisivo come arciera infallibile: nel Leone, La Strega e l'Armadio salva all'ultimo momento Edmund dall'essere ucciso da un servo della Strega Bianca, nel Principe Caspian abbatte diversi soldati telmarini a frecce e colpi di arco; diversamente, nei romanzi tende a starsene in disparte come la sorella minore Lucy.

## Critica
Entrambi gli autori J. K. Rowling e Philip Pullman hanno espresso le loro opinioni sulla fine fatta fare a Susan da Lewis, nella saga di Narnia. La Rowling dice:
"Arriva un punto in cui Susan, che era la ragazza più grande, è persa per Narnia perché si interessa ai trucchi. È diventata irreligiosa fondamentalmente perché ha trovato il sesso. Il che mi crea un grosso problema." 
Pullman invece afferma che:
"A me non piacciono le conclusioni a cui Lewis arriva, dopo tutte quelle analisi, il modo in cui spegne i bambini dal paradiso, o qualunque cosa sia, sulla base del fatto che l'unica ragazza è interessata ai ragazzi. Lei è un'adolescente! Ah, è terribile: il sesso — non può averlo."
L'autore fantasy Neil Gaiman ha scritto un racconto intitolato Il problema di Susan (The Problem of Susan 2004), nel quale immagina un ipotetico destino alternativo per Susan e dà un'interpretazione meno buonista del finale di Narnia.
Il racconto parla infatti di una professoressa, sostanzialmente l'incarnazione della personalità di Susan adulta, che deve convivere con il dolore e il trauma della morte di tutta la sua famiglia in un incidente ferroviario, e che viene intervistata da una studentessa universitaria sulle sue opinioni su Susan negli ultimi libri. Dopo la pubblicazione, Il problema di Susan è diventato più ampiamente usato come slogan per l'indagine letteraria e femminista sul trattamento di Susan nel finale della saga. L'autore ha anche dichiarato di essere rimasto sempre deluso dalla fine fatta fare a Susan. Il racconto può essere reperito nella raccolta Cose fragili (Fragile Things 2006).